# Платвил (Висконсин)
Платвил (енгл. Platteville) град је у америчкој савезној држави Висконсин.

## Демографија
По попису из 2010. године број становника је 11.224, што је 1.235 (12,4%) становника више него 2000. године.
| Група             | 2000.         | 2010.          |
| Белци             | 9.553 (95,6%) | 10.510 (93,6%) |
| Афроамериканци    | 112 (1,1%)    | 233 (2,1%)     |
| Азијати           | 140 (1,4%)    | 188 (1,7%)     |
| Хиспаноамериканци | 88 (0,9%)     | 179 (1,6%)     |
| Укупно            | 9.989         | 11.224         |